# Abu Mahomet Ben Gania
Abu Mahomet Ben Gania fue un visir de Al-Ándalus del siglo XII que residía en la Játiva árabe y que recibió las tierras del que sería en un futuro la población de Benigánim; Beni (hijos o lugar de) y Ganim (de Gania).
Tras la ocupación de Játiva por Juzuf, se encuentran referencias a Abu Mahomet Ben Gania como visir del territorio en 1118. Para 1144 no cumplía ya esa función, ya que entre ese año y 1146 se designaron otros tres (Abu Abecmorlete, Abu Giafar y Mahomet Abinazar).